# Frank Stephenson
Frank Stephenson Santos (Casablanca, 3 de octubre de 1959) es un diseñador de automóviles hispano-marroquí ampliamente conocido por su trabajo de diseño en MINI, Ferrari, Maserati, Fiat, Lancia, Alfa Romeo y McLaren. Se crio en Málaga, donde su padre regentaba un concesionario de coches, pero se graduó en el Art Center College of Design en Pasadena, donde permaneció de 1982 a 1986. Después se trasladó a Colonia (Alemania), donde trabajó para Ford Europa dando forma al alerón biplano del Ford Escort Cosworth y más tarde comenzó a trabajar en la BMW, donde su presidente por entonces, Bernd Pischetsrieder, le encargó el diseño del BMW X5 y el nuevo MINI.

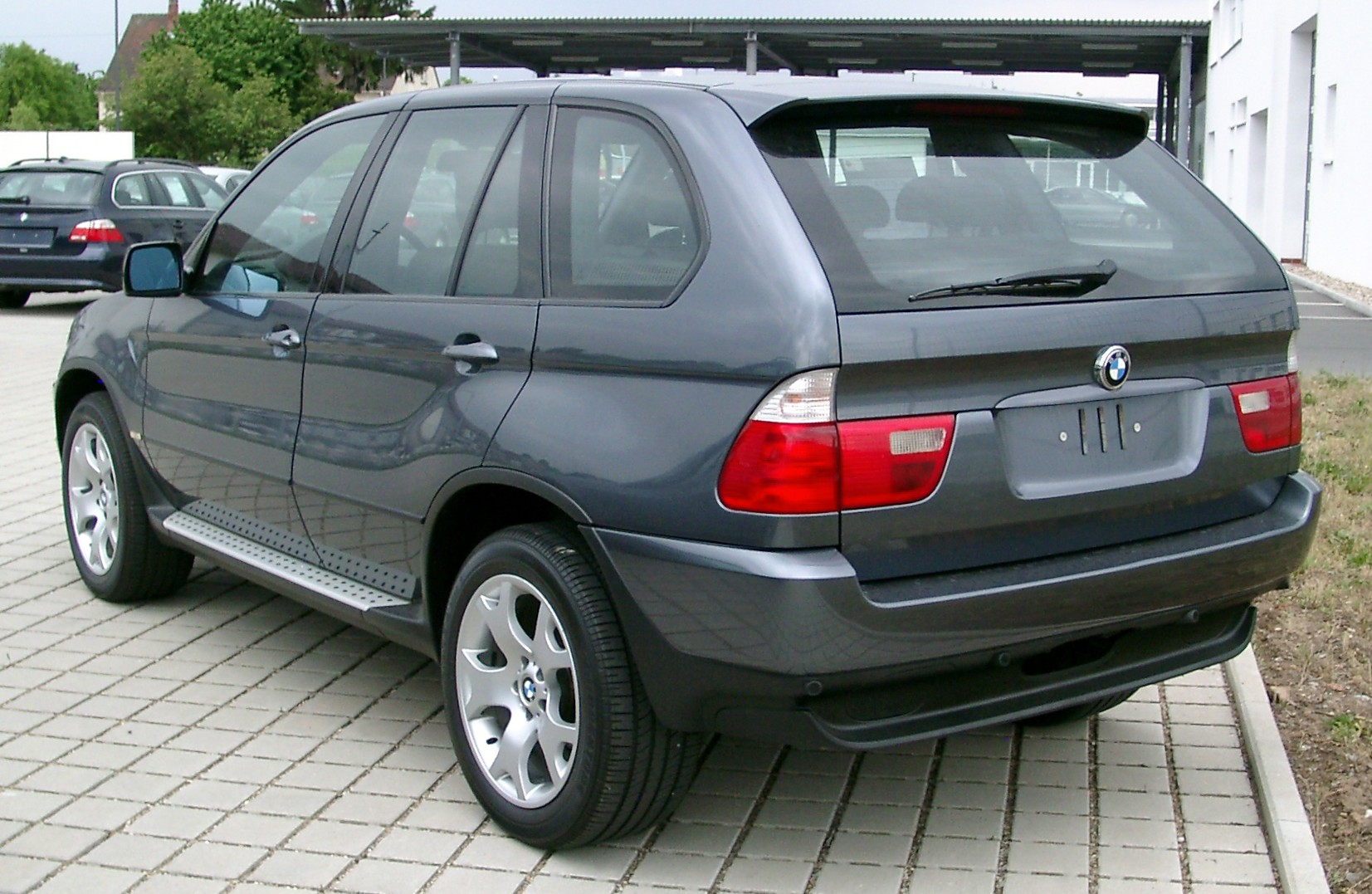
BMW X5
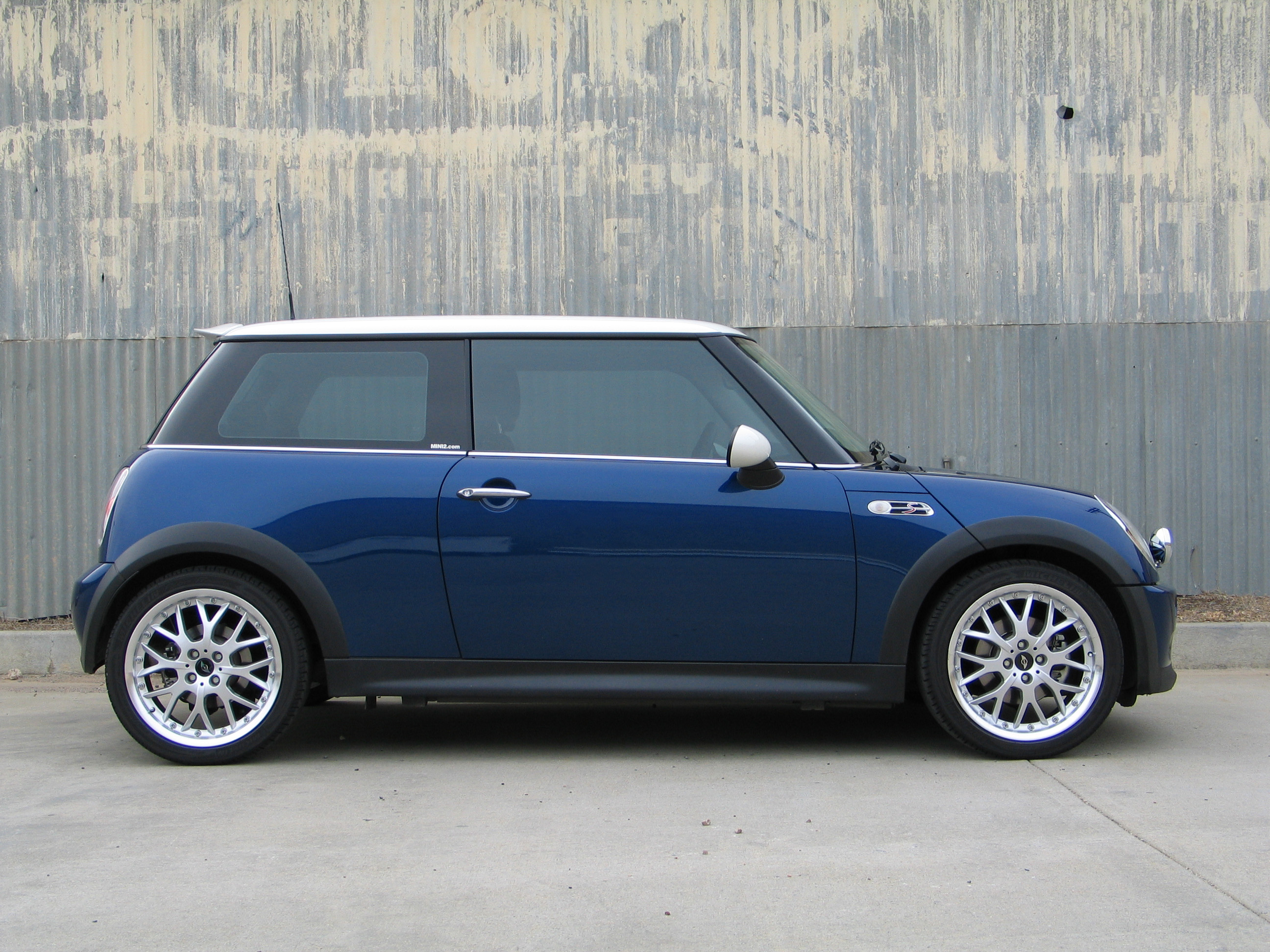
Mini (BMW)

Se fue al grupo Fiat en julio de 2002 y allí trabajó primero como jefe de diseño de Ferrari y Maserati dibujando o retocando coches como el Maserati MC12, Maserati Quattroporte, Ferrari F430, Ferrari 599 GTB Fiorano y Ferrari 612 Scaglietti.

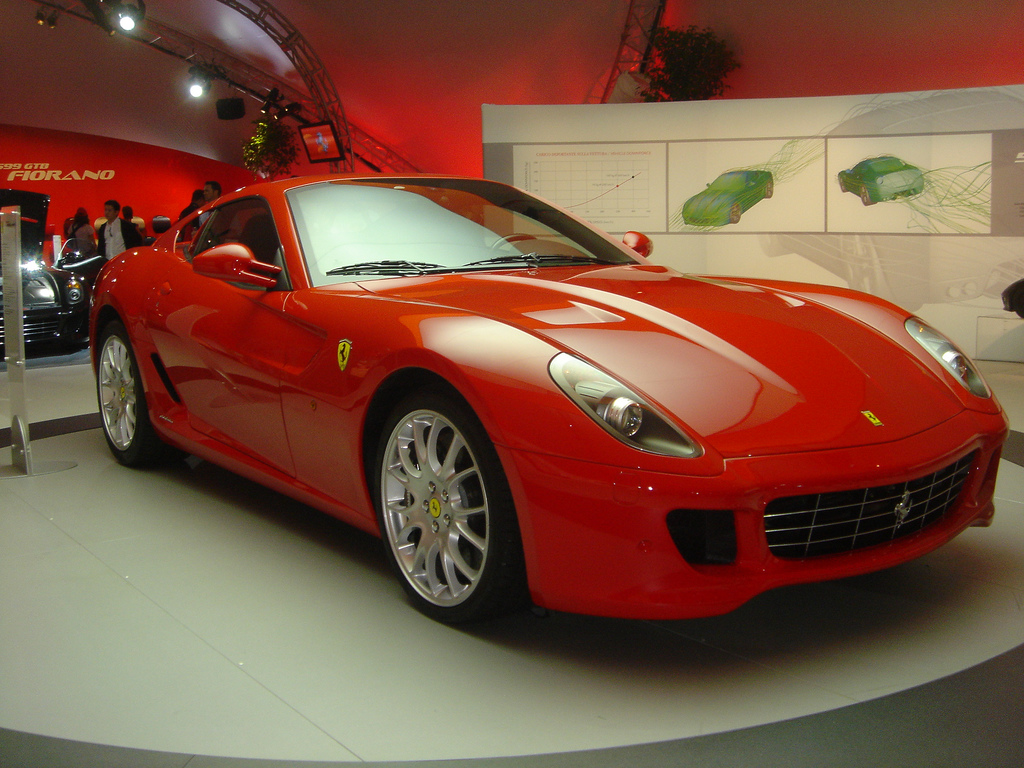
Ferrari 599 GTB Fiorano
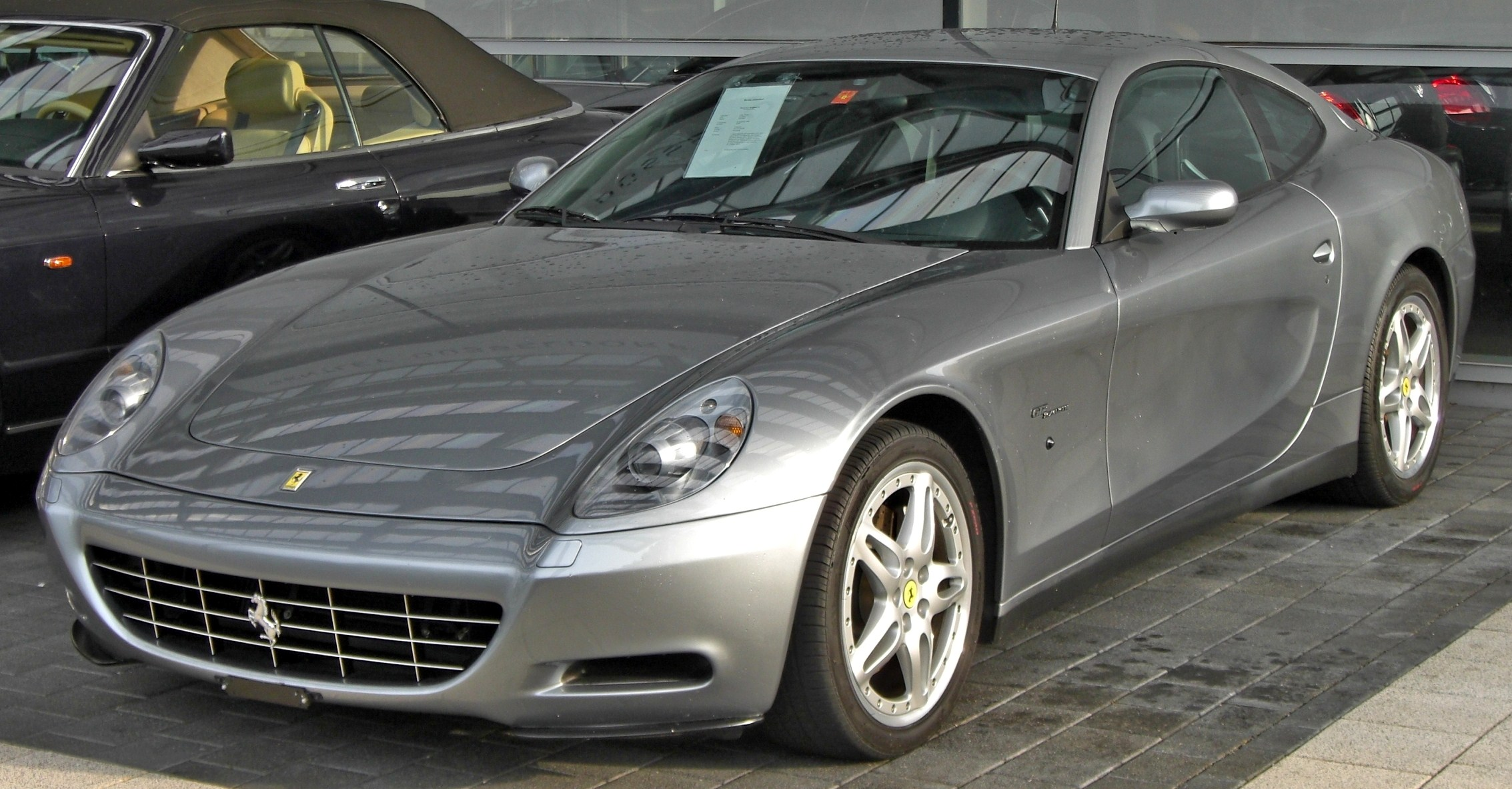
Ferrari 612 Scaglietti
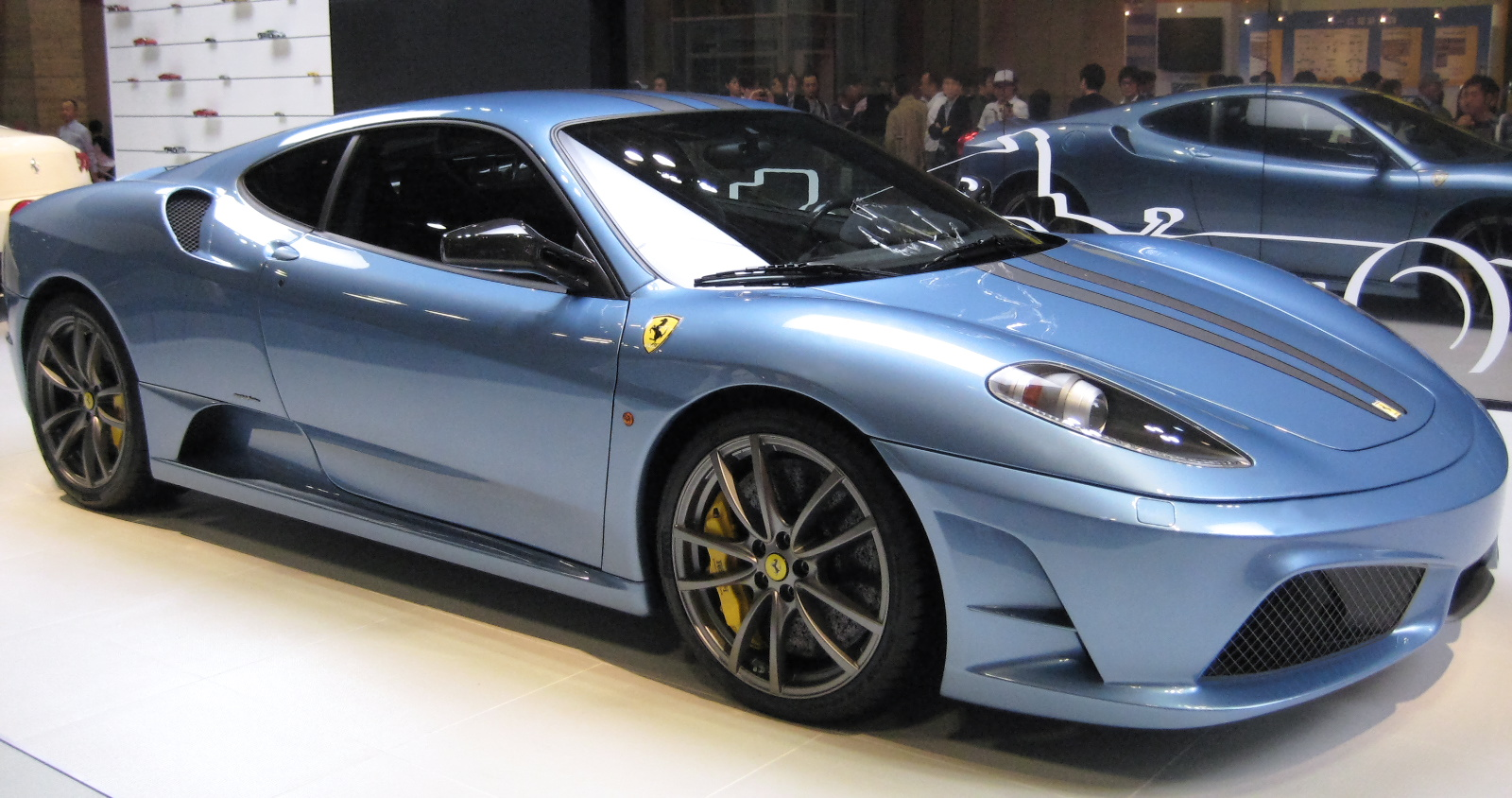
Ferrari F430
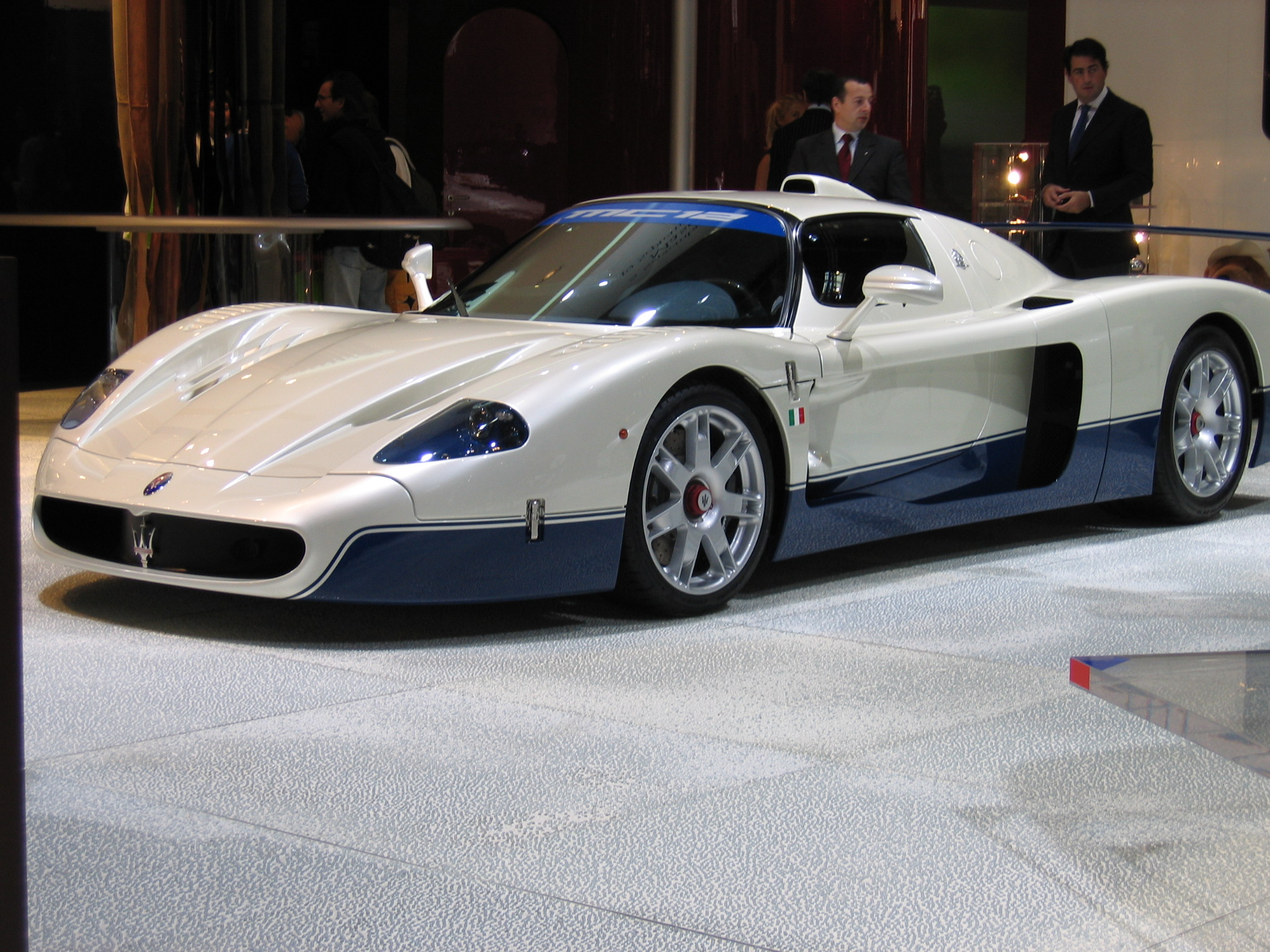
Maserati MC12

Dentro del mismo grupo comienza a trabajar en marcas más populares, siendo jefe de diseño de los proyectos del Alfa Romeo MiTo, Lancia Delta (2008), Fiat 500 (2007) y Fiat Bravo (2007), en cuyo desarrollo se empleó un tiempo récord de solo 18 meses; menos de la mitad de lo que tardan otras marcas.

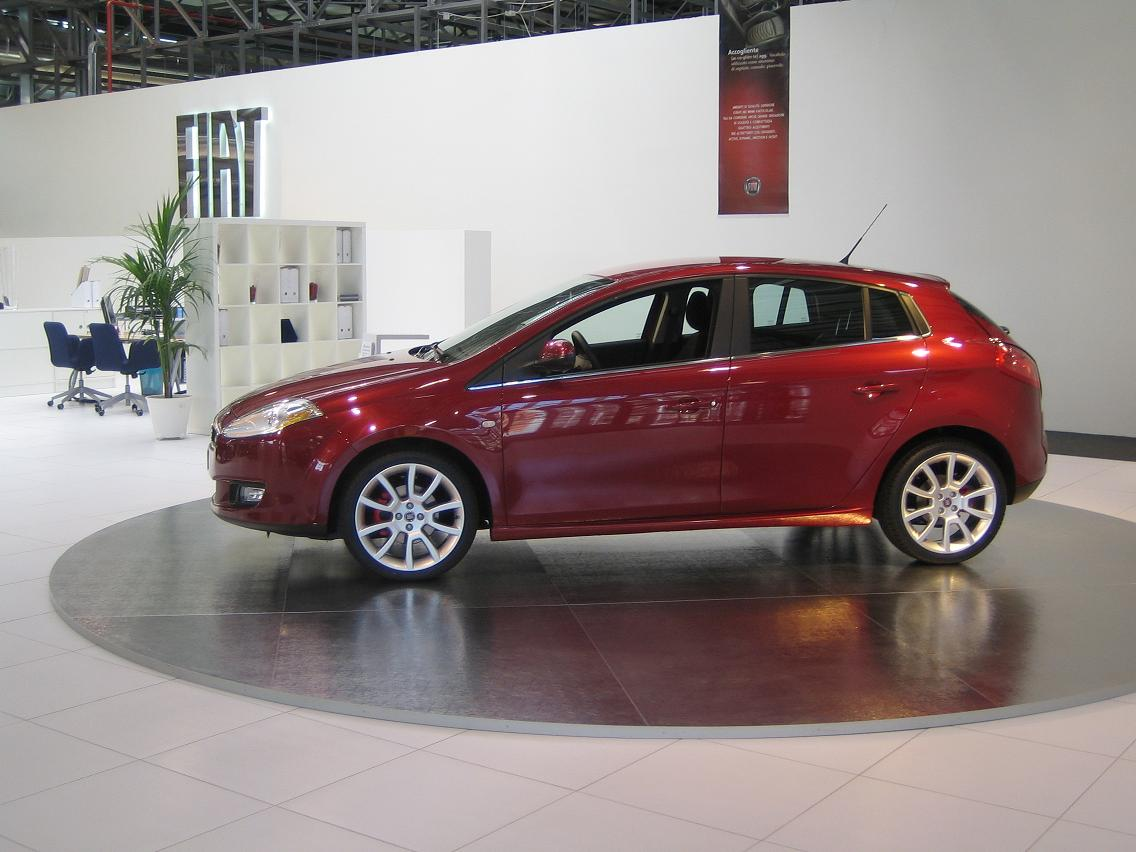
Fiat Bravo
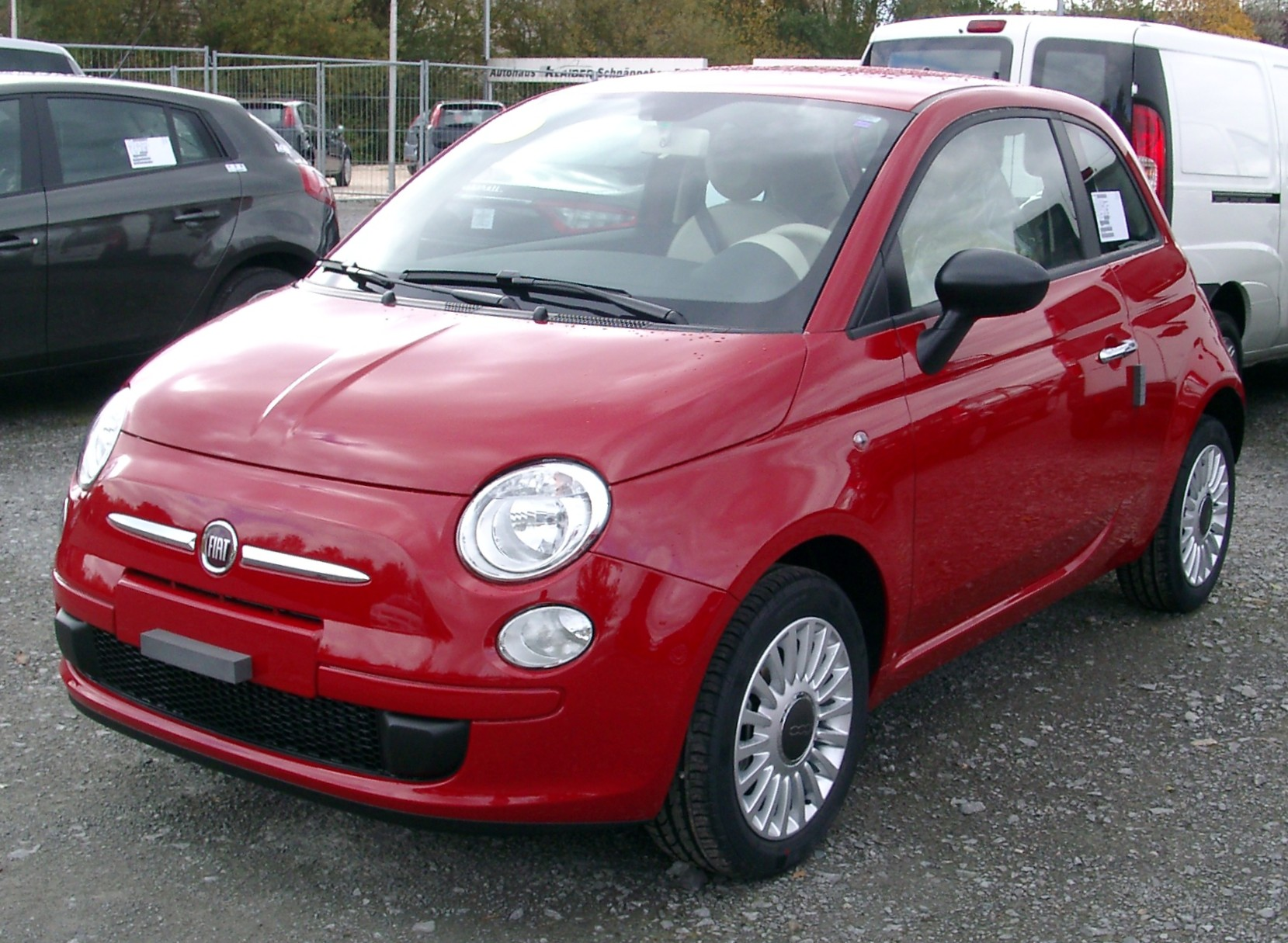
Fiat 500
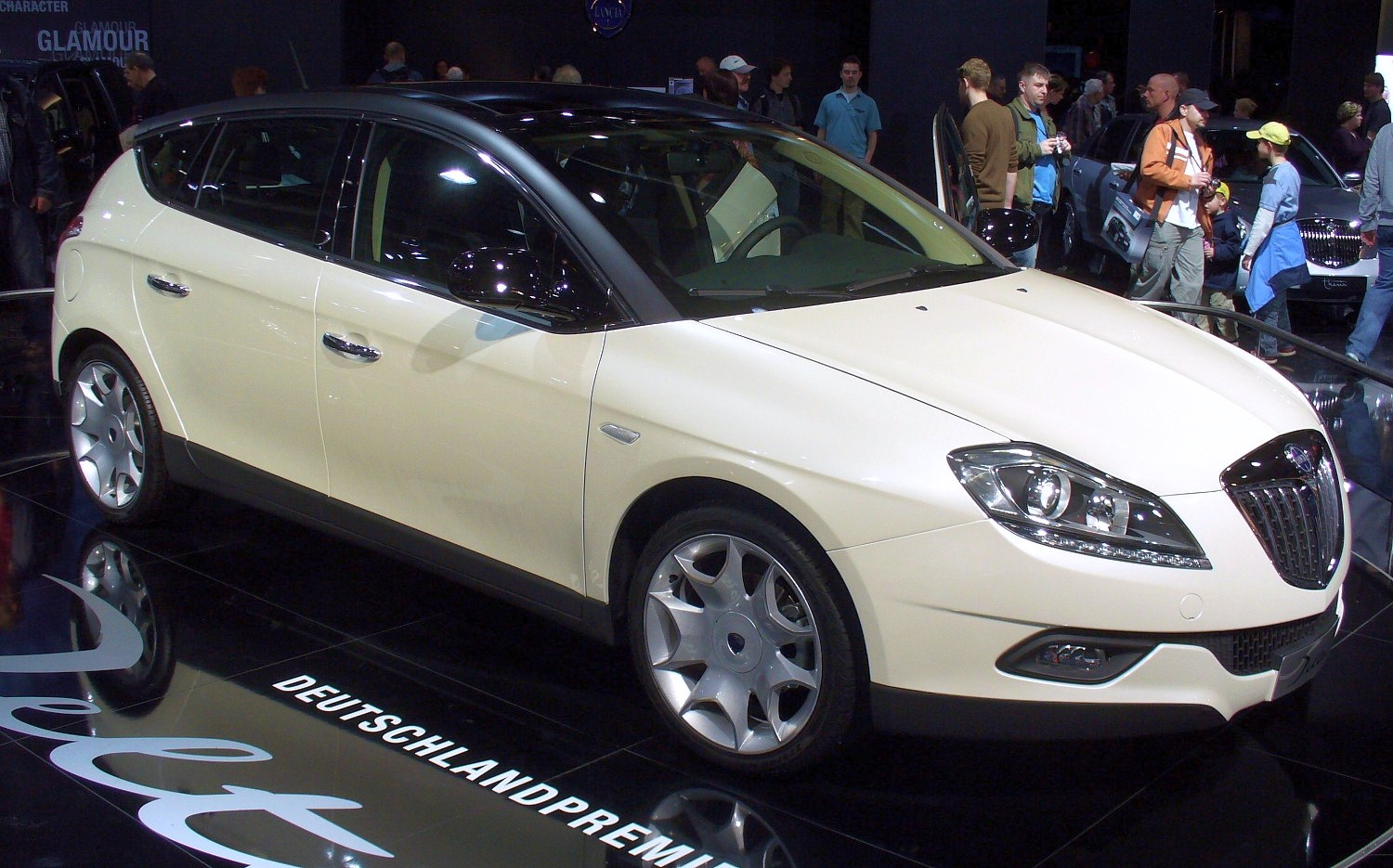
Lancia Delta 2008

En la actualidad trabaja en McLaren, donde ha diseñado el McLaren MP4-12C

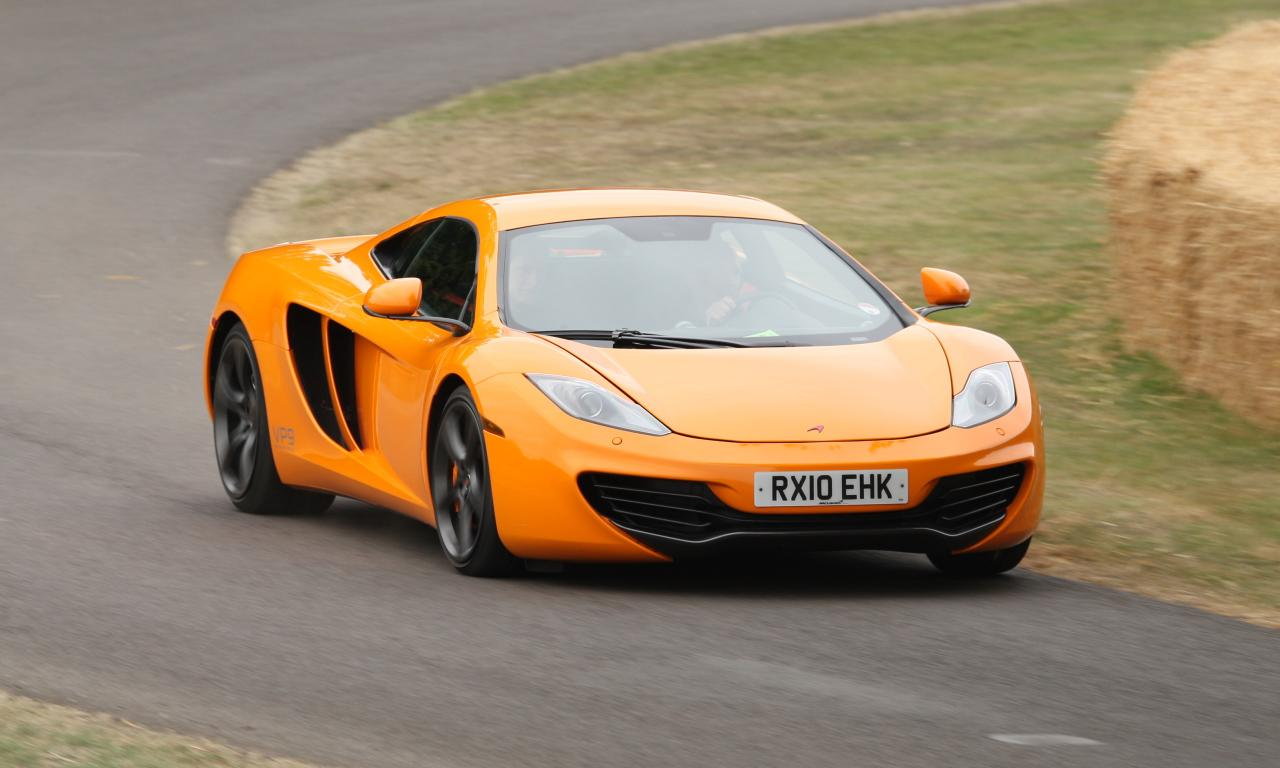
McLaren MP4-12C